# Janne Mäkelä
Janne-Pekka Mäkelä (ur. 23 lipca 1971 w Tampere) – fiński piłkarz występujący na pozycji obrońcy.

## Kariera klubowa
Mäkelä karierę rozpoczynał w sezonie 1990 w pierwszoligowym zespole Tampereen Ilves. W debiutanckim sezonie zdobył z nim Puchar Finlandii. W 1992 roku przeszedł do innego pierwszoligowca, drużyny MyPa-47. W sezonie 1992 wywalczył z nią Puchar Finlandii, a w sezonach 1993 oraz 1994 wicemistrzostwo Finlandii.
W 1995 roku Mäkelä przeniósł się do zespołu FinnPa, także grającego w pierwszej lidze. Spędził tam jeden sezon, a pod koniec 1995 roku odszedł do szkockiego St. Mirren. Na sezon 1996 wrócił do FinnPy, ale w końcówce 1996 roku ponownie wyjechał do Szkocji, grał występował w Raith Rovers ze Scottish Division One. W 1997 roku Mäkelä wrócił do Finlandii, gdzie został graczem FC Jazz. Występował przez sezon 1997.
Następnie przeszedł do Haki, z którą w sezonach 1998 oraz 1999 zdobył mistrzostwo Finlandii. W 2000 roku odszedł do drugoligowego TPV. Spędził tam sezon 2000, a w sezonie 2001 reprezentował barwy pierwszoligowych drużyn FC Lahti oraz FC Haka. Potem zakończył karierę.

## Kariera reprezentacyjna
W reprezentacji Finlandii Mäkelä zadebiutował 25 stycznia 1994 w wygranym 1:0 towarzyskim meczu z Katarem. W latach 1994–1997 w drużynie narodowej rozegrał 20 spotkań.